# Machaerina riparia
Machaerina riparia là loài thực vật có hoa trong họ Cói. Loài này được (Nees) T.Koyama mô tả khoa học đầu tiên năm 1956.